# Mecolaesthus mucuy
Mecolaesthus mucuy là một loài nhện trong họ Pholcidae. Loài này được phát hiện ở Venezuela.